# عانا
عانا (به عربی: عنا) یک منطقهٔ مسکونی در لبنان است که در استان بقاع واقع شده‌است. عانا ۹۷۰ متر بالاتر از سطح دریا واقع شده‌است.